# Paryszkiw
Paryszkiw (ukr. Паришків) – wieś na Ukrainie, w obwodzie kijowskim, w rejonie browarskim, w hromadzie Barysziwka. W 2001 liczyła 630 mieszkańców, spośród których 616 wskazało jako ojczysty język ukraiński, 13 rosyjski, a 1 bułgarski.